# Caeneressa andersoni
Caeneressa andersoni là một loài bướm đêm thuộc phân họ Arctiinae, họ Erebidae.